# Speak No Evil (film, 2024)
Speak No Evil är en amerikansk skräckfilm från 2024, som är en nyinspelning av 2022 års danska skräckfilm med samma namn. Filmen är regisserad av James Watkins, som även skrivit manus. Huvudrollerna spelas av James McAvoy, Mackenzie Davis och Scoot McNairy. Filminspelningarna pågick i Gloucester mellan maj och juli 2023.
Filmen hade biopremiär i Sverige den 13 september 2024, utgiven av Universal Pictures.

## Handling
Filmen handlar om hur den perfekta drömsemestern i ett hus ute på landet tar en dramatisk helomvändning, och förvandlas till rena rama mardrömmen.

## Rollista
- James McAvoy
- Mackenzie Davis
- Scoot McNairy